# Ernesto Vegetti
Ernesto Vegetti (Nerviano, 24 ottobre 1943 – Borgomanero, 17 gennaio 2010) è stato un bibliografo, saggista e animatore italiano, considerato uno dei massimi conoscitori della fantascienza in Italia.
(Ernesto Vegetti, in calce ai propri messaggi)

## Biografia
Ernesto Vegetti si è interessato di fantascienza dal 1956. Dal 1980, con l'Eurocon di Stresa, inizia la sua attività di organizzatore di convention. È stato membro dal 1981 e per molti anni presidente della World SF Italia, che dal 2012 ha intitolato a suo nome un premio per autori italiani di fantascienza.
Ha curato oltre 50 bibliografie, per i maggiori editori italiani del settore, tra cui Armenia, Urania di Mondadori, Fanucci, Editrice Nord.

## Opere

### Il Catalogo
La sua opera principale è il Catalogo SF, Fantasy e Horror, anche conosciuto come Catalogo Vegetti, realizzato con la collaborazione di Pino Cottogni e Ermes Bertoni, online dal 1998, che rappresenta la principale fonte bibliografica del settore in lingua italiana.

### Altri scritti
- La produzione editoriale in Italia nel 1979, in Aliens. Rivista di Fantascienza, n. 5, Armenia, 1980.

## Riconoscimenti
- Premio Europa Special 1980
- Promoter-ESFS Award 1989

## Premio Vegetti
Premia il miglior romanzo (o antologia personale) e il miglior saggio di fantascienza in lingua italiana pubblicati durante il biennio precedente. Istituito nel 2011 dalla World SF (l'associazione italiana dei professionisti della fantascienza) in collaborazione con la famiglia Vegetti, viene consegnato durante l'annuale Italcon.